# Sur Caribe
Pour les articles homonymes, voir Caribe.
Sur Caribe est un groupe musical de Santiago de Cuba. Son directeur musical Ricardo Leyva qui écrit la majorité de ses chansons, a rejoint le groupe en 1987.